# ロビンソン (お笑いコンビ)
ロビンソンは、日本で活動していたお笑いコンビ。所属していた事務所はホリプロコム。

## メンバー
- 河口こうへい（かわぐち こうへい、1980年8月6日 - ）
  - 石川県出身。
  - 身長165cm、血液型O型。
  - 2007年に『第2回ホリおこしオーディション』に合格しデビュー。

- 森山パンタ（1985年12月25日 - ）
  - 静岡県出身。
  - 明治大学文学部文学科演劇学専攻卒業。
  - 目黒笑売塾7期生卒業後の2009年にデビュー。最初はピン芸人で活動していた。
  - シェイクスピア、ゲーテら劇作家の著書の読書、観劇、ミュージカルなど劇関係の趣味が多い。特技はディズニーキャラクターの物真似、山寺宏一の声真似など。
  - 「パンタ」という名前は、「パンタジー」（ファンタジーのパロディ）という造語、または『ライラの冒険』シリーズに登場するオコジョの「パンタライモン」に由来している[1]。

## 略歴・芸風
共にピン芸人として活動していた河口、森山の二人で結成。2010年3月より活動を開始。
森山のピン時代のネタには、ディズニーランドなどテーマパークの係員やディズニーキャラ、ファンタジー世界のキャラクターなどに扮したネタがあった。
コンビでのネタでは、B'zなど河口の物真似によるネタが多い。なお、CHAGE and ASKAなど、二人で物真似を行うこともある。
2010年12月6日のニコニコ生放送での「ナタデオッシュナイト（出演：イジリー岡田・ホリ・アップルパイン）」に出演。日本テレビ系列で放送されている「ダウンタウンのガキの使いやあらへんで!!」等のプロデューサーであるヘイポーのモノマネを披露した。リスナーからは高い支持を受け、反響を呼んだ。
2011年1月、解散を発表。河口は、引き続きピン芸人として活動を続ける。

## 出演

### テレビ
- 音楽ば〜か（テレビ東京）- 2010年1月9日
- ショーバト!（日本テレビ）- 2010年6月1日『ミニバト!』、演じたのは「B'zの物真似で渋谷の道案内」
- お笑い図鑑 ハマヌキ（tvk）
- BSブランチ（BS-TBS）- 2009年11月21日、森山のみ
河口こうへい#出演の節も参照。